# Breakdown of Sanity
Breakdown of Sanity es una banda suiza de metalcore. La banda no ha firmado para ningún sello discográfico oficial. El nombre de la banda al español significa "Ruptura de Sanidad" o "Quiebre de Cordura" que trata de reflejar la agresión en la música y el espíritu oscuro de la sociedad de hoy en día.

## Historia

### Formación yThe Last Sunset(2007–2010)
En la primavera del 2007, el guitarrista y compositor Oliver Stingel trabajaba en ideas de letras que se debe lanzar más tarde con una nueva banda, tras la disolución de su anterior banda Paranoia. El cantante Carlo Knöpfel, que tocaba como guitarrista en el grupo Nerph. Stingel y Knöpfel examinado simultáneamente para otros músicos adecuados para la ocupación de la nueva banda. Como bajista se podía ganar un lugar de la banda a César Gonin. Gonin tocaron juntos con Stingel ambos también en Paranoia.
Alrededor de un semestre, el trío estaba en busca de un baterista antes del diciembre de 2007, y Thomas Rindlisbacher fue la solución exmiembro de Mortal Hatred y Thun. a principios del 2008, llega a la banda Sandro Keusen como segundo guitarrista para el grupo. Sandro Keusen había tocado con la banda previamente con Trinity y participó activamente en varios otros proyectos. En la primavera de 2009, Sandro Keusen fue sustituido por Christoph Gygax. Christoph Gygax ya había con bandas anteriormente como Close In Sight y Estate of Embers.
El 1 de febrero de 2009, la banda lanza su primer álbum que se titula "The Last Sunset" y fue producido y auto-financiado por Oliver Stingel. Desglose de Conciertos de la Cordura juega con bandas de renombre como August Burns Red, Salt the Wound, Aborted, The Black Dahlia Murder, Cataract, Sylosis, Neaera , Youth of Today, y otros. Su primer concierto fuera de Suiza se celebró en 2009 en Alemania. En ese mismo año, el sello Quam Libet Records grabó un sampler producido bajo el título Heavy Metal Nation VI, en la que el grupo con la canción Read My Lips lo está representado. Este CD ha sido criticado por Vampster. El 8 de agosto de 2010, el grupo realizó la apertura de el Open Air Gränichen, Suiza.

### [MIRRORS](2011–2012)
El año 2011 comenzó para la banda con un concierto en Berna el 4 de febrero con Cataract. El 4 de abril de ese mismo año, la banda publicó y lanzó su segundo álbum nombrado como "[MIRRORS]" y también fue producido en el local. El productor era guitarrista Oliver Stingel. En el mismo año el grupo hizo una gira por Europa, con la apertura de los bandas como Breathing While Buried, Sequoia Shade,  Resurrection, Scream Your Name, Sense of a Divination y Penguins on Extasy.

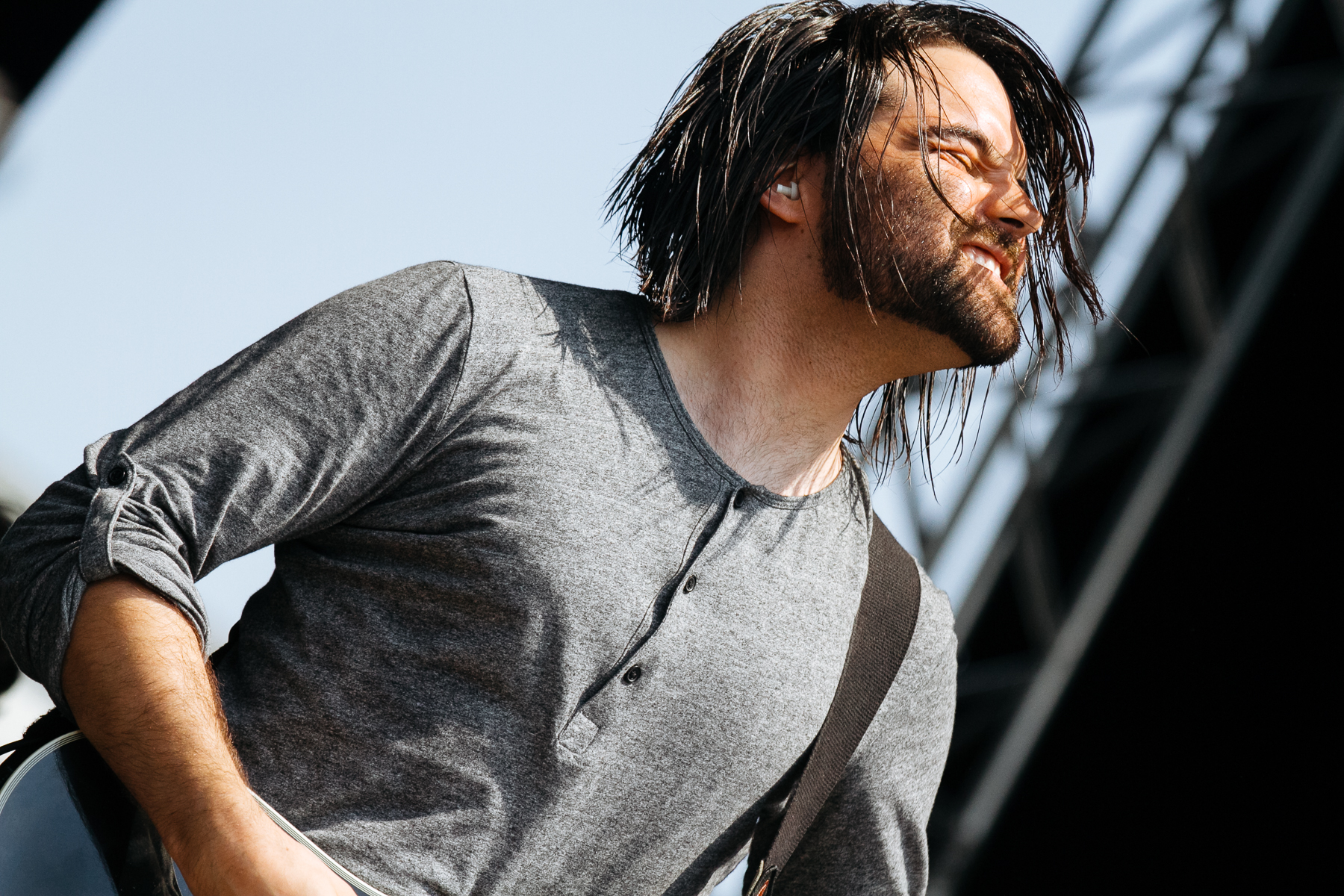
Oliver Stingel fundador y guitarrista en el Vaintream Rock Fest 2015.

 El grupo en su gira la revista alemana Fuze Magazine, Monster Energy y Macbeth Footwear apoyo a la banda durante la gira entre el 20 de agosto y 21 de septiembre de 2011 en Suiza, Alemania, Bélgica, Luxemburgo, Francia y Austria. El último concierto en 21 de septiembre, se llevó a cabo sólo porque, desde que la banda francesa de deathcore Betraying the Martyrs tuvo que cancelar una aparición en Zúrich, por lo que el grupo tocó por segunda vez como parte de su gira europea en aquella ciudad. En una entrevista publicada el guitarrista Oliver Stingel que se rompió después de aparecer en París como parte de esta gira europea en el autobús turístico. El 23 de diciembre del 2011, el primer sencillo fue lanzado, que se titula "Chapters". Un día más tarde, la banda presentó la canción disponible como descarga gratuita para los fanes en Facebook.
En enero de 2012, el grupo tocó más conciertos en Suiza Italia y Alemania. En Zizers la banda tocó junto a la banda de metalcore The Sorrow. 21 de abril de 2012 la banda toco en Leipzig en el "Impericon Festival" y el 16 de junio de 2012 en el "Mair1 Festival" en Montabaur.

### Perception(2013–2017)
El tercer álbum de estudio "Perception", fue publicado el 18 de octubre de 2013. También, una gira fue planeada con grupos como August Burns Red y Architects. El grupo tocó su primer concierto el 11 de enero de 2013 en Zúrich, junto con Scream Your Name en Berna.
El 3 de junio de 2013, anunció que la banda va primero a tocar en el "With Full Force", luego en "Hardbowl Stage". Mientras tanto, la banda lanzó la portada y el título del nuevo álbum. "Perception" y apareció el 18 de octubre de 2013. En Estados Unidos el álbum era lanzado por We Are Triumphant, que es apoyado por Victory Records.

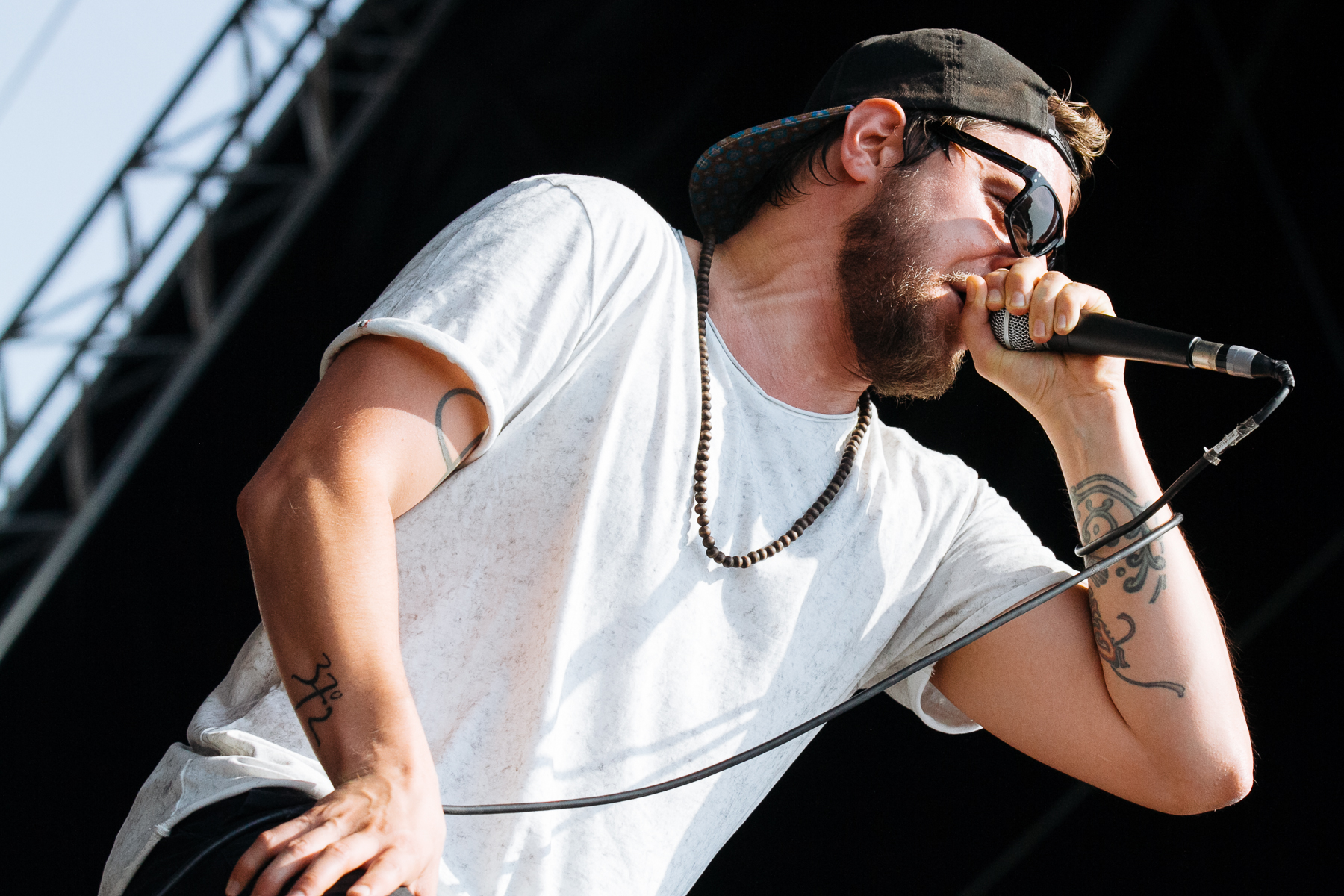
Carlo Knöpfel vocalista de la banda en Vaintream Rock Fest 2015.

## Miembros
| Miembros actuales - Oliver Stingel – guitarra líder (2007–Actualmente) - Carlo Knöpfel – voz (2007–2024) - Christoph Gygax – guitarra (2008–Actualmente) - César Gonin – bajo (2007–Actualmente) - Thomas Rindlisbacher – batería (2007–Actualmente) | Antiguos miembros - Sandro Keuse – guitarra (2007–2008) |

## Discografía

### Álbumes de estudio
| Título          | Detalles                                                                                        |
| --------------- | ----------------------------------------------------------------------------------------------- |
| The Last Sunset | - Lanzamiento: 01 de enero de 2009 - Sello: auto-producido - Formato: CD, descarga digital      |
| Mirrors         | - Lanzamiento: 04 de abril de 2011 - Sello: auto-producido - Formato: CD, descarga digital      |
| Perception      | - Lanzamiento: 18 de octubre de 2013 - Sello: We Are Triumphant - Formato: CD, descarga digital |
| Coexistence     | - Lanzamiento: 9 de noviembre de 2016 - Sello: auto-producido - Formato: CD, descarga digital   |

### Sencillos
- 2011 – Chapters
- 2012 – Stronger
- 2014 – My Heart In Your Hands
- 2020 – Traces
- 2021 – Black Smoke
- 2023 – Collapse
- 2024 – Echoes of the Void
- 2024 – Perfect Enemy

### Videos musicales
| Fecha | Nombre   | Álbum       | Director          |
| ----- | -------- | ----------- | ----------------- |
| 2014  | Hero     | Perception  | (sin información) |
| 2016  | Restless | Coexistence | Renaud Kritzinger |